# Зоран Даноски
Зоран Даноски (Прилеп, 20. октобра 1990) македонски је фудбалер.

## Каријера
Даноски је своју каријеру започео у редовима Кожуфа, после чега је потписао за Бањик из Моста где је провео три сезоне. Након тога је још три године провео у екипи Прибрама, а онда још један период у Бањику на краткотрајној позајмици. У македонско првенство вратио се 2015. године, када је приступио Металургу из Скопља, док је наредне године прешао у Интер из Запрешића. Нешто касније је поново обукао дрес Прибрама, док је после тога наступао за Победу из родног Прилепа. Лета 2018. године потписао је за сурдулички Радник, где је провео наредне три сезоне. Од јула до средине септембра 2021. носио је дрес Пролетера из Новог Сада, после чега је постао играч лучанске Младости. У јуну 2022. потписао је за Нови Пазар. Крајем августа исте године вратио се у сурдулички Радник. У јулу 2023. потписао је за босанскохерцеговачког премијерлигаша Звијезду 09. Клуб је напустио крајем исте календарске године.